# ダイビング・ホース

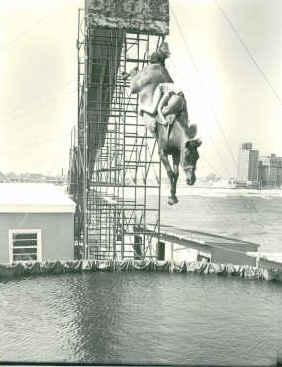

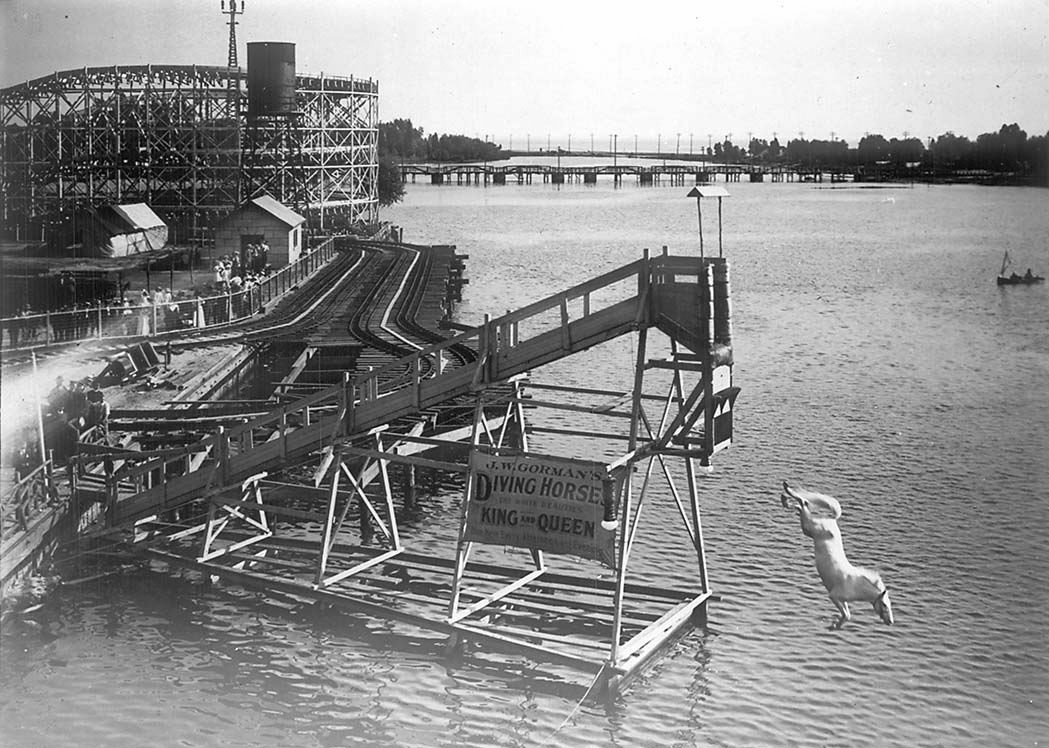
カナダ、トロント州ハンランズ・ポイント（1907年ごろ）

ダイビング・ホースは20世紀初頭のアメリカで人気を博したアトラクションである。ときに60フィートもの高さから、馬が水面へと跳び込むショーであった。

## 歴史
この馬がダイブをおこなうというショーは射撃の名手であったウィリアム・フランク・カーバ―によって「発明」された。伝えられるところでは、1881年にカーバ―がネブラスカ州のプラット川にかかる橋を渡っていたときのことである。この橋は一部が崩落していて、カーバ―の乗る馬が川に落ちてしまったのだが、この出来事によりカーバ―はダイブする馬という出し物のインスピレーションを得た。カーバ―は様々な動物を調教し、巡業にでた。彼の息子アル・フロイド・カーバ―がタラップとやぐらを建て、娘のロリーナ・カーバ―がダイビング・ホース最初の騎手となった。1924年にはソノラ・ウェブスターがショーに加わった（後にソノラはアル・フロイド･カーバ―と結婚している）。そしてこのショーはアトランティックシティの人気スポットであるスチール・ピアで常設の催しとなった。ここでソノラとアル、ロリーナはカーバ―の死後もショーを引き継いでいった。
1931年、愛馬のレッド・リップス号に乗ったソノラはバランスを崩して桟橋から転落し、一命こそとりとめたものの網膜剥離の末に失明してしまった。しかしソノラは失明後もこのダイビング・ホースを続け、その生涯は彼女の回想録をもとに1991年に映画化された。

## 動物福祉
このショーは、動物福祉の観点から厳しい批判にさらされたこともあり、第二次世界大戦以降は人気が衰えていった。馬は一日に四度、週に七日のダイブをこなすこともあった。プラッド（突き棒、刺し棒）や電気ショック、怯んだ馬をダイブさせるためのトラップドアが使用されていたことも挙げられた。2012年にはスチール・ピアでこのショーを復活させようという動きが起こったが、動物保護団体がピアのオーナーに中止の申し立てをおこない、この試みは頓挫した。ヒューメイン・ソサイエティー・オブ・ザ・ユナイテッド・ステイツの会長はこう述べている。「途方もなく愚かなアイデアは慈悲深い結末を迎えた」と。

## 桟橋の荷重
アトランティックシティのスチール・ピアには大西洋の水位の変化をモニタリングするための計測装置がそなえられていた。しかし、ピア（桟橋）の水位はダイビング・ホースを見に来た人々の体重に影響を受けて変化していた。1929年から1978年までの記録だが、ダイビング・ホースが休止状態の1945年から1953年を例外として、常に見物人がいるためにピアが砂底へごくわずかに沈み込むことで計測上の水位は上昇していた。

## その後
ニューヨーク州のジョージ湖にあるテーマパーク「マジック・フォレスト」はダイビング・ホースをいまも開催している。1977年から実演されており、もともとはレックスという名前の馬のショーだったが、後にライトニングという名の去勢馬の出し物に代わった。支配人は「騎手もいない、プラッドもない、電気ショックもない、トラップドアもありません」と語っている。ライトニングはシーズンである二ヶ月のあいだ一日に二回のダイブをしてみせ、残りの十ヶ月はオフとして過ごす。